# Günay Güvenç
Günay Güvenç (Nuova Ulma, 25 giugno 1991) è un calciatore turco, portiere del Galatasaray.

## Palmarès

### Club

#### Competizioni nazionali
- Campionato turco: 3

Besiktas: 2015-2016
Galatasaray: 2023-2024, 2024-2025
- Supercoppa di Turchia: 1

Galatasaray: 2023
- Coppa di Turchia: 1

Galatasaray: 2024-2025